# Afterlife (filme)
Afterlife um curta-metragem de animação do ano de 1978, de Ishu Patel que tem um olhar impressionista em relação à vida após a morte, com base em estudos recentes, casos e mitos. No filme, o estado de vida após a morte é retratada a partir de experiências passadas em vidas passadas. Afterlife foi produzido pela Derek Lamb para a National Film Board of Canada. Afterlife recebeu inúmeros prêmios, incluindo um Golden Sheaf Award, um Genie Award de Melhor Animação e uma premiação de Melhor curta-metragem no Montreal World Film Festival. A música é de Herbie Mann, composição de David Mills, "In Tangier", de seu álbum Stone Flute.